# Refugiehuis De Witte Engel

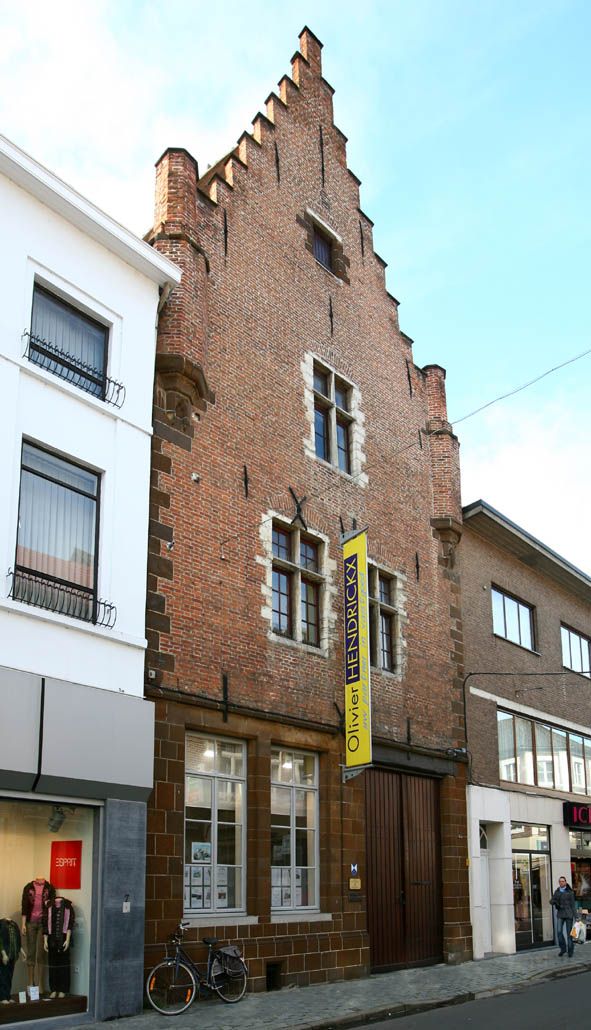
Refugiehuis De Witte Engel

Het Refugiehuis De Witte Engel is een gebouw in de Vlaams-Brabantse stad Diest, gelegen aan de Hasseltsestraat 5.
Het betreft het refugiehuis van de Abdij van Corsendonck. Het is een gotisch huis, gebouwd in de 14e-15e eeuw en vrij goed bewaard gebleven. Zo zijn de kruiskozijnen nog aanwezig.